# Robert Francis Green
Pour les articles homonymes, voir Robert Green et Green.
Robert Francis Green (14 novembre 1861-5 octobre 1946) est un homme politique canadien de la Colombie-Britannique. Il est député provincial indépendant dans la circonscription britanno-colombienne de West Kootenay-Slocan de 1898 à 1903 et conservateur de Kaslo de 1903 à 1907. Il est ministre des Mines, ministre de l'Éducation, ministre des Terres et des Travaux, ainsi que Secrétaire provincial dans le gouvernement du premier ministre Richard McBride.
Green est aussi député fédéral conservateur dans la circonscription britanno-colombienne de Kootenay d'une élection partielle en 1912 à 1917 et de Kootenay-Ouest de 1917 à 1921.

## Biographie
Né à Peterborough dans le Canada-Ouest (aujourd'hui Ontario), Green s'enrôle dans une milice participant à la rébellion du Nord-Ouest contre les métis. Green est aussi maire de la ville de Kaslo (en) en Colombie-Britannique en 1893 et de 1896 à 1897.
À la fin de son mandat aux Communes, il est nommé au Sénat du Canada où il siège jusqu'à son décès.
Green meurt à Victoria en Colombie-Britannique en octobre 1946 à l'âge de 84 ans.

### Famille
Son neveu, Howard Charles Green (en), est député conservateur de Vancouver-Sud (1935-1949) et Vancouver Quadra (1949-1963), ainsi que ministre des Travaux publics et secrétaire d'État au Affaires étrangères dans le gouvernement de John Diefenbaker.